# Ekaterini Koffa
Ekaterini »Katerina« Koffa (grško Αικατερίνη »Κατερίνα« Κόφφα), grška atletinja, * 10. april 1969, Karditsa, Grčija.
Nastopila je na poletnih olimpijskih igrah v letih 1988, 1996 in 2000 v teku na 100 m in štafeti 4x100 m se je uvrstila v polfinale. Na svetovnih dvoranskih prvenstvih je v teku na 200 m osvojila naslov prvakinje leta 1997, na evropskih dvoranskih prvenstvih pa v isti disciplini bronasto medaljo leta 1998.